# Publius Cornelius Scipio (Quästor)
Publius Cornelius Scipio war ein römischer Politiker und Senator. Er ist für das Jahr 1 oder 2 n. Chr. als Quästor für die Provinz Achaia belegt. Möglicherweise ist er mit einem gleichnamigen Senator identisch, der ein prätorisches Prokonsulat erreichte. Sein Sohn war Publius Cornelius Orestinus.